# Мамадышский мост
Мамадышский мост — автомобильно-пешеходный мост через реку Вятку на трассе М7«Волга» в Татарстане, в 5 км ниже по течению от города Мамадыш.
Мост находится в Мамадышском районе и является единственным связующим дорожным объектом между северо-западом и северо-востоком республики.
Ближайший альтернативный мост через Вятку находится в 65 км к северу у г. Вятские Поляны (Кировская область).

## История
Мост через реку Вятку на данном участке был построен в 1976 году. В 2005 году, в связи с увеличившейся нагрузкой на мост и необходимостью капитального ремонта Федеральным дорожным агентством, было принято решение о реконструкции мостового перехода через реку Вятка. 
Новый мост через реку Вятка введён в эксплуатацию в составе I очереди строительства объекта, которая включает в себя строительство моста через реку Вятка, подходы к мосту I-б технической категории и строительство транспортной развязки с путепроводом длиной 83,4 м. Общая длина участка составила 8,77 км.
Новый мост является внеклассным сооружением длиной 643,6 м с металлическим неразрезным пролетным строением и габаритом проезжей части Г-11,5+1х1,0. Первая очередь работ была сдана 3 сентября 2011 года.
После ввода в эксплуатацию нового моста начались работы на II очереди – реконструкции старого моста. После реконструкции мост представляет собой сооружение длиной 650,8 м с металлическим неразрезным пролетным строением. 5 сентября 2013 года, в присутствии высоких муниципальных, региональных и федеральных должностных лиц, мост был торжественно открыт. Стоимость второй очереди моста составила 2,5 млрд. рублей. Работы выполнялись ОАО «Волгомост».